# Luisa Peluffo
Luisa Peluffo (Buenos Aires, 20 de agosto de 1941) es una escritora y periodista argentina. Desde 1977 vive en San Carlos de Bariloche.

## Biografía
Cursó estudios en la Escuela Nacional de Bellas Artes. Se desempeñó en producción periodística en Canal 7 (Argentina), en el semanario Panorama y en el diario La Nación de Buenos Aires.
En 1977 se radicó en la ciudad de San Carlos de Bariloche. Desde entonces su vida en la Patagonia ha influido en varias de sus obras, particularmente en el libro Me voy a vivir al sur, en el que comparte su experiencia.
Colabora en el diario Río Negro.

## Obras
- Fotografías (poemas). Ediciones Gárgola, Buenos Aires, 2014.[3]
- Se llaman valijas (cuentos). Ediciones Gárgola, Buenos Aires, 2012.
- Nadie baila el tango (novela). Ediciones Gárgola, Buenos Aires, 2009.
- Me voy a vivir al sur (crónica). 1ª Edición: Editorial de los Cuatro Vientos, Buenos Aires, 2005. 2ª Edición: Ediciones Gárgola, Buenos Aires, 2010.
- Un color inexistente (poemas). Ediciones Torremozas, Madrid, España, 2001.
- La doble vida (novela). Editorial Atlántida, Colección Voces del Plata, Buenos Aires, 1993.
- La otra orilla (poemas). Editorial Último Reino, Buenos Aires,1991.
- Todo eso oyes (novela). Emecé Editores, Buenos Aires, 1989.
- Materia de revelaciones (poemas). Ediciones Botella al Mar, Buenos Aires, 1983.
- Conspiraciones (cuentos). 1ª Edición: Fundación Banco de la Provincia de Buenos Aires, Buenos Aires, 1982. 2ª Edición: Editorial Universitaria de Buenos Aires, Buenos Aires, 1989.
- Materia viva (poemas, prólogo de Enrique Pezzoni). Editorial Schapire, Colección Poetas Populares, Buenos Aires, 1976.

## Teatro
- Si canta un gallo – Editorial Inteatro, Colección El país teatral - Serie premios, Buenos Aires, 2005.

### Otros
- Arrowheads, Editorial Whereabouts Press, Colección Argentina: A Traveler's Literary Companion, Edición: Jill Gibian, 2010.
- La doble vida (fragmento), Editorial Cántaro, Colección Geografías literarias: Relatos de Patagonia, Prólogo, edición y posfacio: María Sonia Cristoff, 2005.

## Premios
- En 1988 obtuvo la beca Creación en Narrativa otorgada por el Fondo Nacional de las Artes.
- Premio Emecé (1989) por su novela Todo eso oyes.[4]
- Premio Regional de Poesía del Fondo Nacional de las Artes (1991).
- Premio Regional de Narrativa de la Secretaría de Cultura de la Nación (1996).
- XVIII Premio Carmen Conde de Poesía (2001).

- Premio único a novela inédita del Gobierno de la Ciudad de Buenos Aires (2008).[5]